# Görsbach
Görsbach – miejscowość i gmina w Niemczech, w kraju związkowym Turyngia, w powiecie Nordhausen.
Niektóre czynności administracyjne gminy realizowane są przez miasto Heringen/Helme, które pełni rolę "gminy realizującej" (niem. "erfüllende Gemeinde").